# Серулешть (комуна, Бузеу)
Серулешть, Серулешті (рум. Sărulești) — комуна у повіті Бузеу в Румунії. До складу комуни входять такі села (дані про населення за 2002 рік):
- Валя-Ларге-Серулешть (344 особи)
- Валя-Стиней (193 особи)
- Гойчелу (249 осіб)
- Керетнеу-де-Жос (123 особи)
- Керетнеу-де-Сус (63 особи)
- Серулешть (585 осіб) — адміністративний центр комуни
- Серіле-Кетун (21 особа)

Комуна розташована на відстані 127 км на північний схід від Бухареста, 37 км на північ від Бузеу, 98 км на захід від Галаца, 91 км на схід від Брашова.

## Населення
За даними перепису населення 2002 року у комуні проживали 1578 осіб.
Національний склад населення комуни:
| Національність | Кількість осіб | Відсоток |
| -------------- | -------------- | -------- |
| румуни         | 1577           | 99,9%    |
| угорці         | 1              | 0,1%     |

Рідною мовою назвали:
| Мова      | Кількість осіб | Відсоток |
| --------- | -------------- | -------- |
| румунська | 1577           | 99,9%    |
| угорська  | 1              | 0,1%     |

Склад населення комуни за віросповіданням:
| Релігія       | Кількість осіб | Відсоток |
| ------------- | -------------- | -------- |
| православні   | 1565           | 99,2%    |
| п'ятдесятники | 12             | 0,8%     |
| римо-католики | 1              | 0,1%     |

## Зовнішні посилання
- Дані про комуну Серулешть на сайті Ghidul Primăriilor